# Покров (Жуковский район)
Покров— село в Жуковском районе Калужской области, в составе сельского поселения «Деревня Тростье».
При селе церковь Покрова Пресвятой Богородицы, старое кладбище.

## География
Расположено на севере Калужской области, на реке Аложа. Рядом — Тростье.

## Климат
Умеренно-континентальный с выраженными сезонами года: умеренно жаркое и влажное лето, умеренно холодная зима с устойчивым снежным покровом. Средняя температура июля +18 °C, января −9 °C. Теплый период длится в среднем около 220 дней.

## Население
| 2002 | 2010 |
| ---- | ---- |
| 12   | ↘5   |

## История
В 1691 году строится церковь Покрова Пресвятой Богородицы в селе Тростье (Покров) Тарусского уезда.  
В XVII веке Покров-Тростье — вотчина Полуекта Ивановича Нарышкина и его детей в Оболенском уезде.  
Здесь проживал с приёмными детьми Ростиславом и Мариной писатель Иван Алексеевич Новиков .